# Alina Chirilă
Alina Chirilă es una deportista rumana que compitió en piragüismo en la modalidad de aguas tranquilas. Ganó dos  medallas de bronce en el Campeonato Europeo de Piragüismo de 2008.

## Palmarés internacional
| Campeonato Europeo | Campeonato Europeo | Campeonato Europeo | Campeonato Europeo |
| Año                | Lugar              | Medalla            | Competición        |
| ------------------ | ------------------ | ------------------ | ------------------ |
| 2008               | Milán (Italia)     | Medalla de bronce  | K2 1000 m          |
| 2008               | Milán (Italia)     | Medalla de bronce  | K4 1000 m          |